# Aire protégée du Menabe Antimena
Le site du Menabe central est une aire protégée constituée principalement de forêts sèches caducifoliées, dans la partie occidentale de Madagascar. Elle a été créée en juillet 2007.

## Description
- Taille : environ 210 312 ha.
- Espèces endémiques : Malagasy Giant Jumping, mangouste à dix raies, Flat-shelled Tortoise, Verrauxi’s sifaka, microcèbes, artamie azurée, Madagascar Paradise Flycatcher (Terpsiphone mutata), polyboroide rayé, autour de Henst, et autres.
- Autres : Le site du Menabe central est sur la route du parc national du Tsingy de Bemaraha, le nombre de visiteurs s’accroit à la saison sèche.

## Voisinage avec la communauté locale
- Morondava : assez bien développée avec des hôtels, des banques, des restaurants et une poste. Les routes dans la ville ne sont pas en bonne maintenance. La région possède des belles plages avec une route sableuse. Excellente en nourriture de mer.
- Le Menabe central est une zone rurale, avec des villages très petits (100 à 2000 familles par village).
  - Manque d’aménagement en électricité et en eau.
  - activité dominante : agriculture.

## Identification des sites et leur plan d’aménagement
Menabe central est une nouvelle aire protégée de catégorie V de l'IUCN créée en fin juillet 2007 avec le plan d’aménagement. Son homologue "l'Allée des Baobabs" le précède et est un véritable boulevard de baobabs, le site vient d'être classé en Aire protégée « Monument Naturel ».
Comme le site est considéré comme un patrimoine de Madagascar avec l'Allée des Baobabs ou les tsingy de Bemahara bien connus, mais aussi les balades en mangroves et les aires protégées qui abritent des espèces animales et végétales extraordinaires.

## Activités accessibles aux touristes
- dans la réserve : marche, conduite, canotage, etc.
- dans la région : randonnée, ornithologie, photographie, ATV, quad, plongée, bain de soleil, pêche, le canotage.

## Galerie

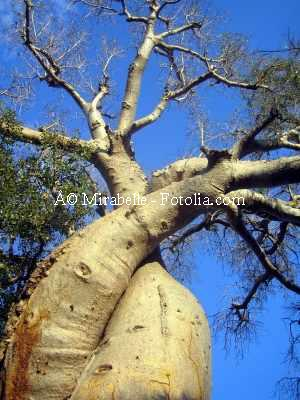
Baobab amoureux
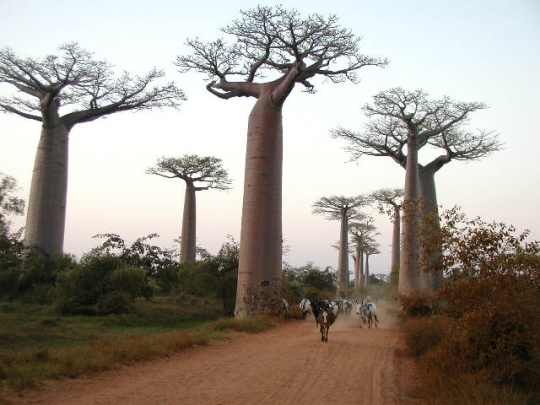
Allée de Baobabs
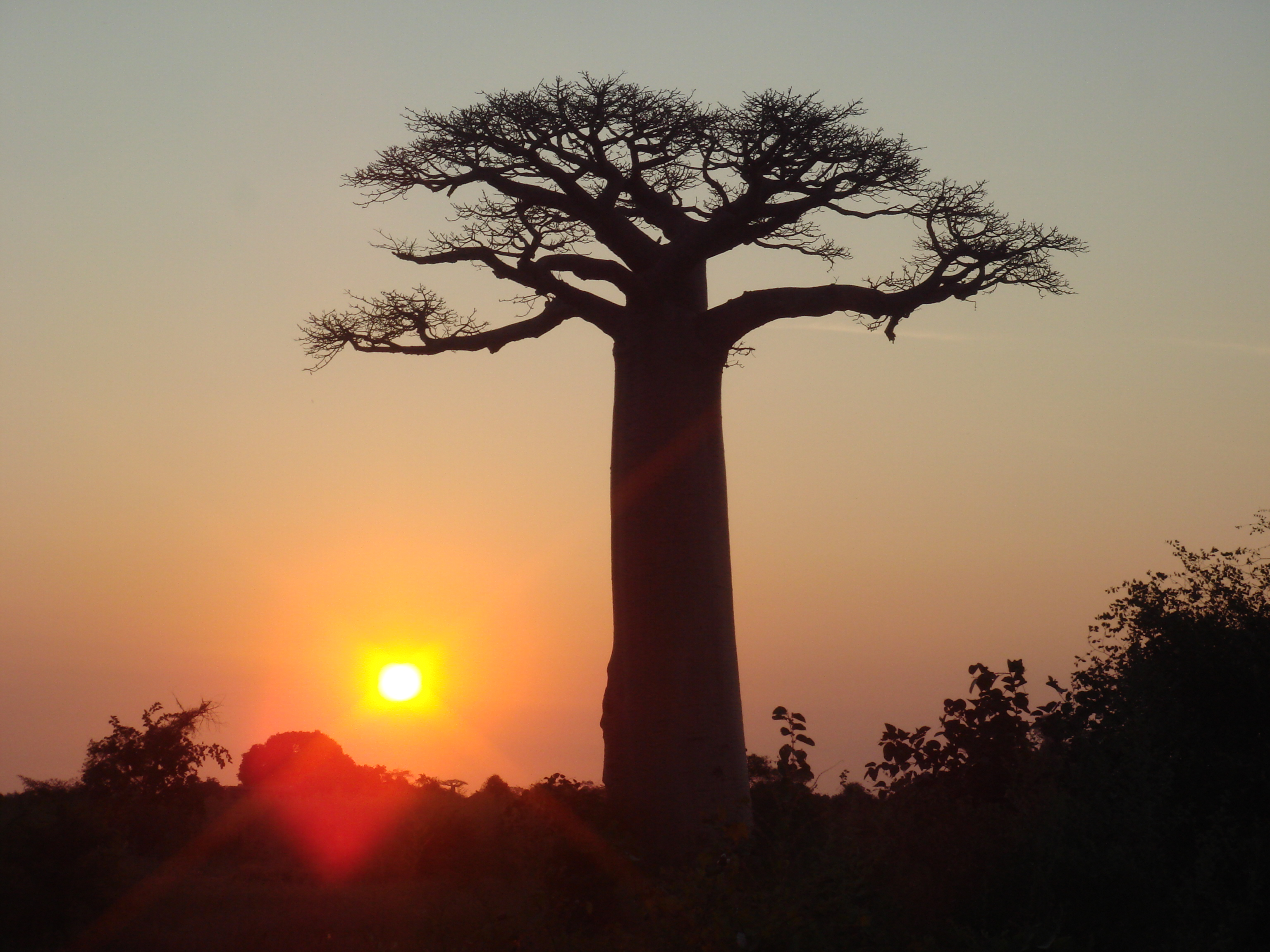
Coucher de soleil
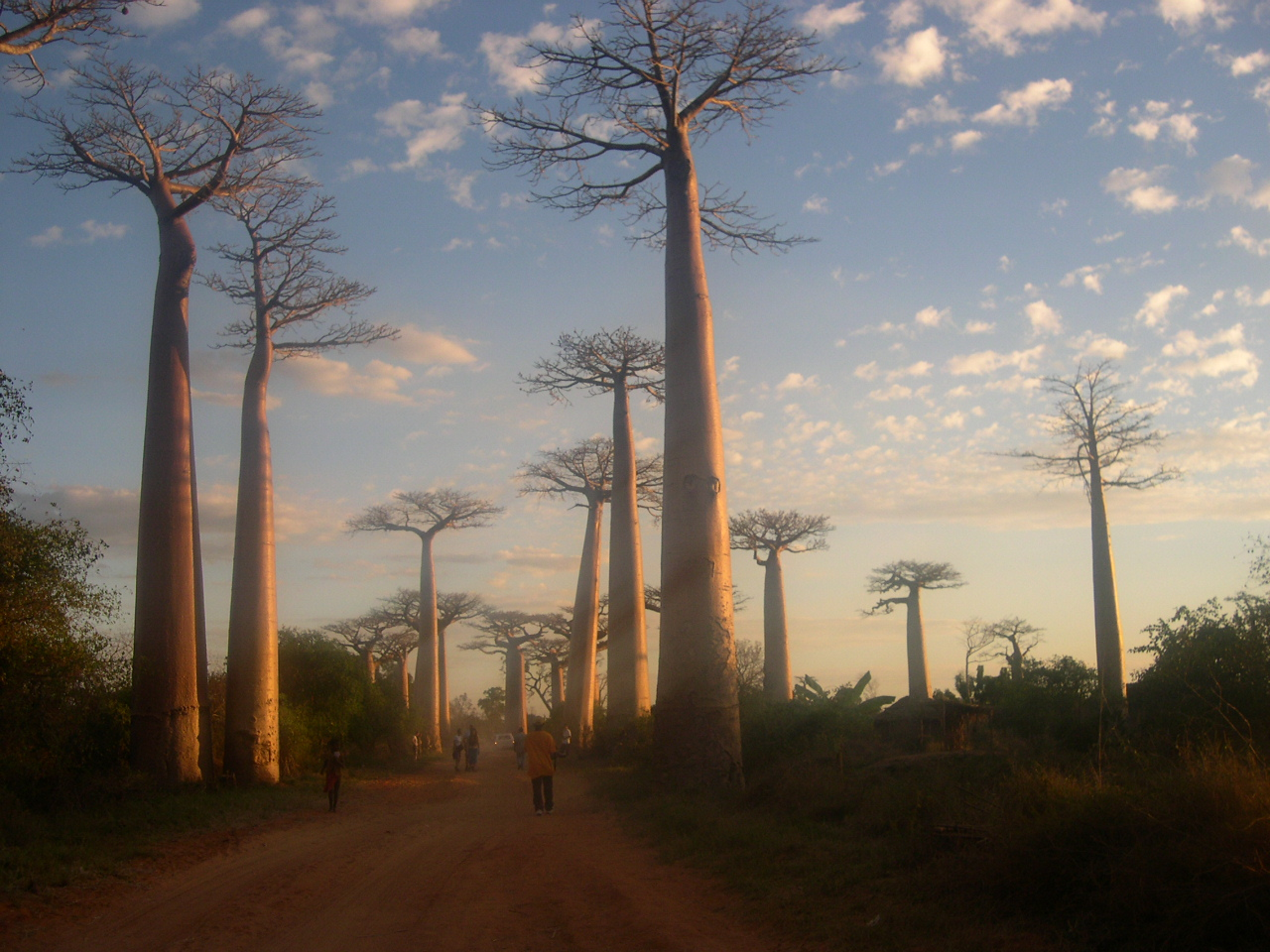
Baobabs